# Athymhormie
L'athymhormie (du grec a- privatif, thumos « cœur, sentiment » et hormé « élan, essor ») , ou syndrome athymhormique, est un désordre de la motivation. Les symptômes comprennent une perte ou une réduction de désir ou d'intérêt envers des motivations qui étaient propres au patient, une perte d'élan et d'envie de satisfaire ses désirs, de curiosité, de goûts et de préférences et une perte de tout affects, de tout sentiment. Cependant, ces phénomènes ne sont pas accompagnés par les symptômes caractéristiques de la dépression et pas nécessairement par d'autres anomalies notables de la fonction intellectuelle ou cognitive.
C'est aussi un terme utilisé en sémiologie psychiatrique pour désigner le déficit fondamental observé dans la schizophrénie, qui est la perte de l'élan vital. L'athymhormie fait partie du syndrome dissociatif, l'un des éléments constitutifs du trépied diagnostique de la schizophrénie, avec le repli autistique et le délire paranoïde. L'athymhormie dans la schizophrénie hébéphrénique est représentée par la froideur émotionnelle, l'inertie, l'inaffectivité. 
Le terme a été créé en 1922 par Maurice Dide et Paul Guiraud. L'athymhormie réalise une atteinte globale et primitive de la vigueur du Moi.
L'athymhormie est également une des manifestations de la démence vasculaire ou de certaines lésions cérébrales.

## Causes
La cause de cet état est hypothétisée comme résultant de dysfonctionnements du cortex préfrontal, des ganglions basaux (striatum et pallidum), du noyau thalamique dorsomédian, ainsi que des noyaux dopaminergiques mésencéphaliques. Ces voies nerveuses, impliquées dans les fonctions exécutives et la motivation, sont désignées sous le terme de "système hormothymique". 
Par exemple, le "syndrome PAP" (perte d'autoactivation psychique) décrit par le neurologue Dominique Laplane en 1982 est lié à un endommagement des ganglions basaux ou du lobe préfrontal. Il se distingue de la dépression par l'absence de tristesse et de pensées négatives, les patients se plaignant plutôt d'une absence de pensées, positives ou négatives.  

### Filmographie
- Athymhormie schizophrénique, film documentaire réalisé par Éric Duvivier, CECOM Europe, Lorquin ; CNASM, 1998, 13 min (VHS)